# Baiyuerius wenshanensis
Espèce
Baiyuerius wenshanensis est une espèce d'araignées aranéomorphes de la famille des Agelenidae.

## Distribution
Cette espèce est endémique du Yunnan en Chine,. Elle se rencontre dans la préfecture de Wenshan.

## Description
La femelle holotype mesure 14,66 mm.

## Systématique et taxinomie
Cette espèce a été décrite par Wei et Liu en 2025.

## Étymologie
Son nom d'espèce, composé de wenshan et du suffixe latin -ensis, « qui vit dans, qui habite », lui a été donné en référence au lieu de sa découverte, la préfecture de Wenshan.

## Publication originale
- Wei, Zhu, Liu, Zhang & Liu, 2025 : « New species and new combinations of the spider genus Baiyuerius Zhao, B. Li & S. Q. Li, 2023 (Araneae, Agelenidae, Coelotinae). » Zootaxa, no 5636(3), p. 401-442.